# Frullania apicalis
Frullania apicalis là một loài rêu tản trong họ Jubulaceae. Loài này được Mitt. miêu tả khoa học lần đầu tiên năm 1879.